# Elem Klimow
Elem Giermanowicz Klimow, ros. Элем Германович Климов (ur. 9 lipca 1933 w Stalingradzie, zm. 26 października 2003) – radziecki i rosyjski reżyser filmowy. Był mężem białoruskiej reżyserki Łarisy Szepitko.

## Życiorys
W 1964 ukończył studia na wydziale reżyserskim moskiewskiego WGiK pod opieką Michaiła Romma i rozpoczął pracę w wytwórni filmowej Mosfilm. W tym samym roku nakręcił swój pierwszy film pt. Witajcie – wstęp wzbroniony. Debiutancka komedia, uderzająca przy pomocy satyry w biurokrację, spotkała się z dobrym przyjęciem zarówno widzów, jak i krytyków.
W 1966 Klimow wyreżyserował Przygody dentysty, zaś w 1970 fabularyzowany dokument Sport, sport, sport. W 1974 ukończył wraz z Chucyjewem i Ławrowem niedokończony film Michaiła Romma A jednak wierzę… Rok później zrealizował Agonię, opowiadającą o spisku grupy arystokratów rosyjskich przeciwko Rasputinowi na tle wydarzeń poprzedzających rewolucję październikową.
W 1980 – rok po śmierci żony w wypadku samochodowym – nakręcił o niej 25-minutowy film dokumentalny Łarisa. W 1981 nakręcił Pożegnanie na podstawie powieści Pożegnanie z Matiorą Walentina Rasputina.
W 1985 wyreżyserował swój najgłośniejszy film Idź i patrz, ukazujący cierpienie ludności i okrucieństwa okupanta w 1943 na Białorusi.
Zasiadał w jury konkursu głównego na 40. MFF w Cannes (1987). W latach 1985–1990 pełnił funkcję przewodniczącego Związku Filmowców Radzieckich.
Pochowany na Cmentarzu Trojekurowskim w Moskwie.

## Wybrana filmografia
- 1981: Agonia (Агония)
- 1983: Pożegnanie (Прощание)
- 1985: Idź i patrz (Иди и смотри)